# Межа крупності
Межа (границя) крупності (рос. предел крупности, рос. grading limit, size limit, англ. Korngrössengrenze f — розмір зерна, яким обмежується крупність корисних копалин, що підлягає переробці (збагаченню) або відвантаженню споживачеві. Може обумовлюватися нижня (найменший розмір) або верхня (найбільший розмір) межа крупності.
Наприклад, межі крупності для гравітаційного збагачення корисних копалин — від 0,1-2 до 250-300 мм.